# Nosematidae
Nosematidae es una familia de hongos en la clase Microsporidia. Esta familia contiene los siguientes géneros:
- Caudospora
- Golbergia
- Issia
- Nosema
- Octosporea
- Vairimorpha